# Fahrradkultur

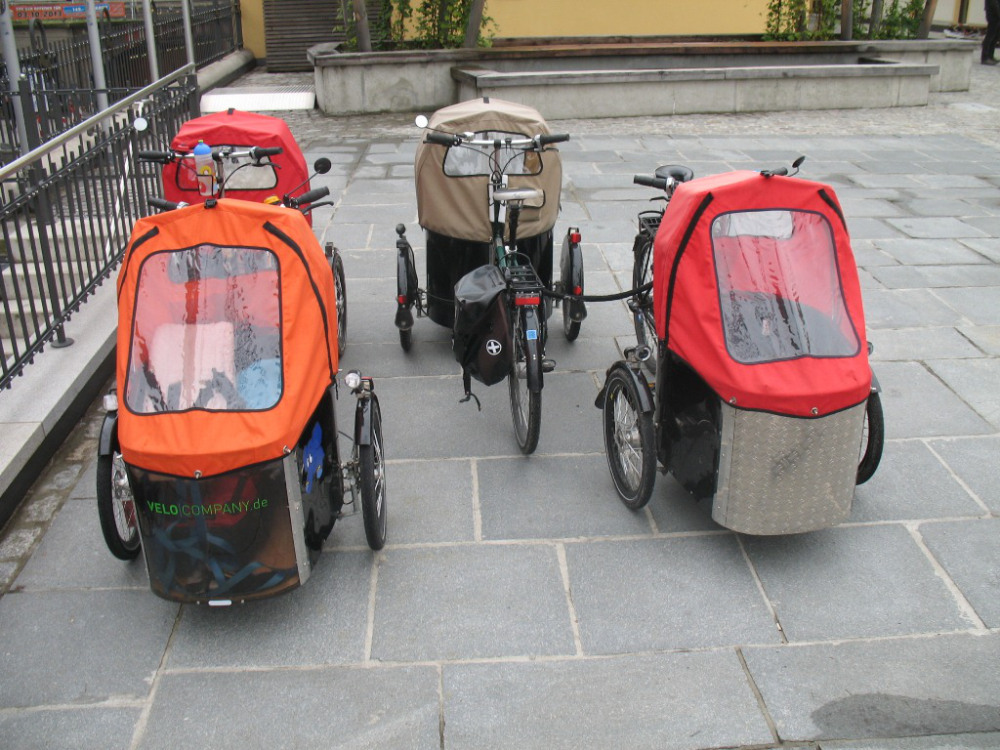
Lastenfahrräder als Teil einer städtischen Fahrradkultur

Die vier Dimensionen der Fahrradkultur. Sie sind durch eine Vielzahl komplexer Mechanismen miteinander verknüpft.

Fahrradkultur (auch Radkultur, Kultur des Fahrrad(fahren)s, in der Schweiz Velokultur) ist ein Begriff, mit dem sowohl soziokulturelle als auch materielle Aspekte zum Thema Fahrrad beschrieben werden.
In der soziologischen Betrachtung ist die Fahrradkultur ein Teil der Alltagskultur und der Mobilitätskultur. Sie beinhaltet damit Gebräuche, Gewohnheiten und gesellschaftliche Entwicklungen in Bezug auf das Fahrrad(fahren).
In der materiellen Betrachtung gehören zur Fahrradkultur
- die (Gebrauchs-)Gegenstände des Alltags, die im Zusammenhang mit dem Fahrradfahren wahrgenommen werden,
- die Verkehrsinfrastruktur und Topografie einer Stadt, einer Region oder eines Landes sowie
- die Verfügbarkeit und der Zugang zu Gütern und Dienstleistungen. Ein Beispiel dafür sind Fahrradstationen.

## Geschichte der Fahrradkultur
Eine erste Blüte erlebte die Fahrradkultur Ende des 19. Jahrhunderts. Sie verhalf der Arbeiterklasse zu höherer Mobilität und im Besonderen Frauen zu größerer Unabhängigkeit im Alltag. Radfahren wurde zu dieser Zeit als Mode gesehen und bildete eine Subkultur. Die Fahrradkultur übte direkten Einfluss auf die Mode aus. Der Hosenrock entstand als Kompromiss zwischen dem Rock als üblicher weiblicher Beinkleidung und der Hose als praktikabler Bekleidung für das Fahrradfahren.
In der Nachkriegszeit wurde das Rad eher als Spielzeug oder Sportausrüstung angesehen. Lange Zeit war Radfahren als Ausdruck der Lebenseinstellung und der Persönlichkeit nicht im Bewusstsein der Bevölkerung verankert. Unter anderem durch die weltweite Cycle-Chic-Bewegung hat sich das geändert. Aktive Mobilität entwickelte sich zum Trend.
Heute ist die Fahrradkultur auch zum Teil der Stadtentwicklung und von Nachbarschaftsinitiativen geworden. Dazu gehören der Bau von Freakbikes (z. B. Tallbikes), die Bikekitchens, die Critical-Mass-Bewegung sowie die Szene rund um Fahrradkuriere und Hipster. Fahrradkultur ist zum Teil der Lebenseinstellung geworden, zum Beispiel für alternative Verbraucher oder Geschäftsleute in Anzügen. Fahrradfahren wird dadurch zum politischen und gesellschaftlichen Thema. Lifestyle-Magazine und Tageszeitungen zeigen Fahrradfahrer auf ihren Titelseiten, Einzelhändler benutzen Fahrräder als Dekorationselemente in Schaufenstern. Städtische Verwaltungen und Politik interessieren sich nicht mehr nur für das Fahrrad als Fortbewegungsmittel, sondern auch für die Menschen auf den Fahrrädern und die verschiedenen damit verbundenen Kulturen.

## Fahrradkultur in der Wissenschaft
Studien und wissenschaftliche Betrachtungen zur Fahrradkultur bestehen sowohl aus Betrachtungen über das Fahrradfahren als kulturellem Phänomen als auch über das konkrete Nutzungsverhalten in Bezug auf Fahrräder. Daneben gibt es philosophische Betrachtungen. Ausgehend vom Trend, Städte in Fahrradstädte umzuwidmen und die Fahrradmobilität zu fördern, ist auch die Frage „Wie kann städtisches Alltagsradfahren beworben werden und zu einem Trend führen, beziehungsweise wie kann Fahrradkultur entstehen?“ im Fokus.
Für den verkehrsplanerischen Teil leisten die Ingenieurwissenschaften, speziell das Verkehrsbauwesen, ihren Beitrag. Einer der bekanntesten europäischen Verkehrsplaner als Interessenvertreter der Fußgänger und Fahrradfahrer ist Hermann Knoflacher, emeritierter Universitätsprofessor am Institut für Verkehrsplanung und Verkehrstechnik der Technischen Universität Wien. Heiner Monheim ist der bekannteste deutsche Verkehrswissenschaftler. Er entwickelte ebenfalls Konzepte zur Förderung des Fußgängerverkehrs und Fahrradverkehrs.
Bekannte städtebauliche Berater sind der Architekt und Stadtplaner Jan Gehl (Gehl Architects), er betreut Entwicklungsprojekte zur Verbesserung der städtebaulichen Qualität für Fußgänger und Radfahrer auf der ganzen Welt, z. B. New Yorks Fahrradförderungsprogramm sowie Mikael Colville-Andersen (Copenhagenize Consulting). Durch ihn hat sich der Begriff copenhagenize (wörtlich: kopenhagenisieren, „es so machen wie in Kopenhagen“) in englischsprachigen Fachkreisen ausgebreitet.

## Einflüsse und Förderung
Den größten und wichtigsten Einfluss auf die Fahrradkultur haben die Alltagsradfahrer, vom Freizeitradler bis zum Pendler. Sie sind die zahlenmäßig größte Gruppe und setzten sich zusammen aus 35 Millionen Radausflüglern, 5,6 Millionen Radurlaubern und 2 Millionen Berufspendlern.
Städte mit einem hohen Anteil an Fußgängern und Radfahrern wirken belebt und einladend. Somit bestimmen die am häufigsten vertretenen Verkehrsgruppen zum einen die Außendarstellung der Stadt, haben aber zum anderen auch einen großen Einfluss auf die Stadtidentität und tragen damit auch ein Stück weit zur Stadtkultur bei.
An zweiter Stelle steht der Radsport in der Summe seiner Disziplinen. Ein Teil der Fahrradfahrer sind in Sportvereinen organisiert. Bei Trendsportarten überwiegt die freie Szene.
Auf regionaler Ebene wirken zudem Städte, Regionen und deren Verwaltungen. Mit Programmen wie der „Arbeitsgemeinschaft fahrradfreundliche Kommunen in Bayern e. V. (AGFK Bayern) soll der Anteil des Fahrradverkehrs gesteigert werden. Städtische Fahrradbeauftragte sollen als Ansprechpartner und Problemlöser für Bürger fungieren. Unter dem Titel „RadKULTUR in Baden-Württemberg“ fördert der Landesradverkehrsplan Baden-Württemberg Infrastrukturprojekte im Fahrradverkehr und eine fahrradfreundliche Mobilitätskultur.

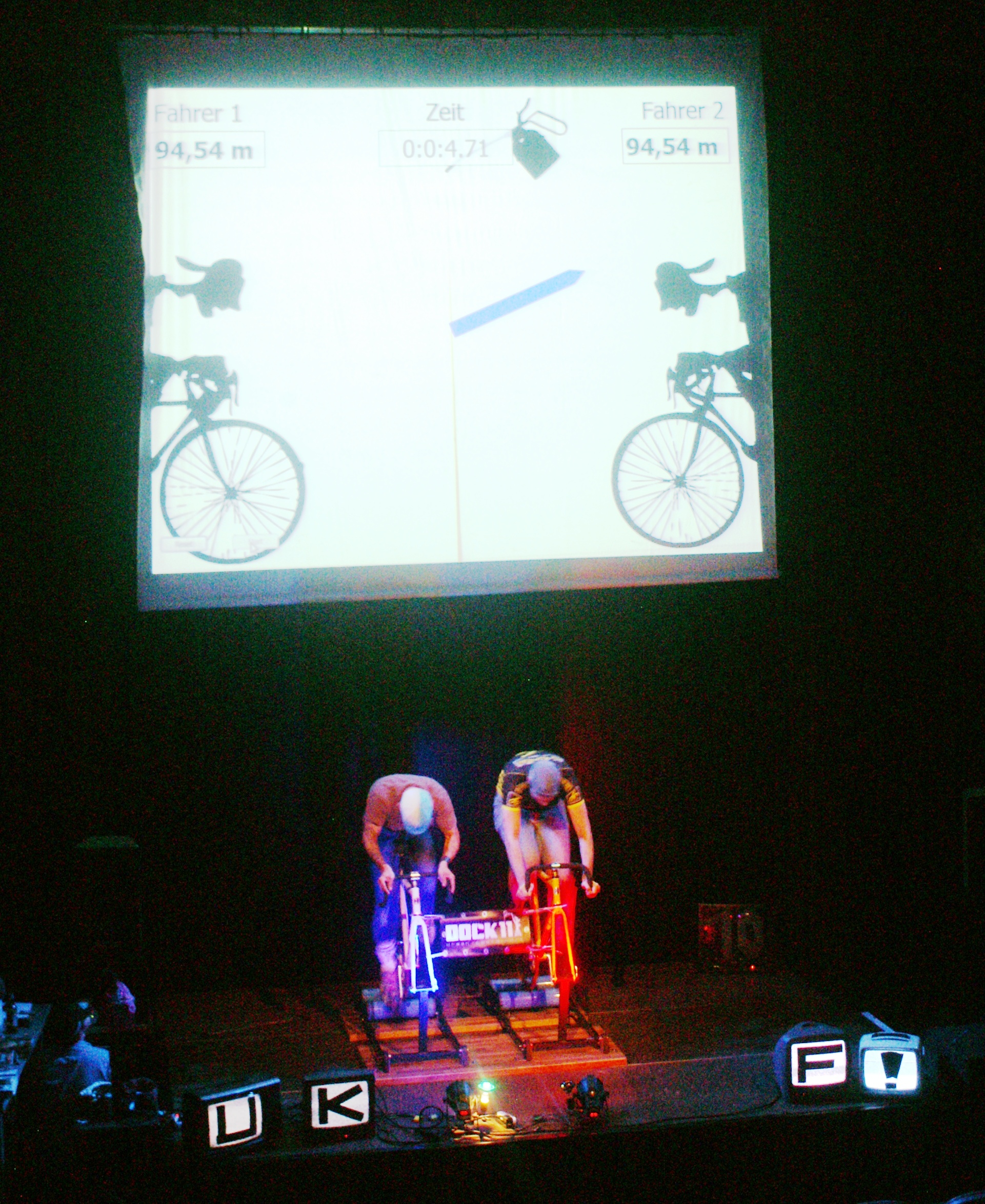
Goldsprint auf dem Internationalen Festival des Fahrrad-Films

Tourismusverbände versuchen gezielt, Radreisende und Radsportler in ihre Region zu ziehen. Fahrradtourismus ist eine weit verbreitete Art der Urlaubsgestaltung mit Fahrrädern.
Freie Fahrradclubs und Fahrrad-Selbsthilfewerkstätten, z. B. Bikekitchens, fördern die Fahrradkultur unter anderem durch den Bau von Spezialfahrrädern (z. B. Tallbikes), die besondere Aufmerksamkeit erregen.
In der urbanen Fahrradkultur sorgen die Fahrradkuriere für die meisten Impulse:
- Fixies (Bahnfahrräder für die öffentliche Straße)
- Bekleidung (Messenger-Bags, Radrennfahrer-Mützen)
- Mode (Schnurr- und Vollbärte, Tätowierungen)
- Veranstaltungen (Alleycat, Goldsprint)
- Filme, Dokumentationen und Bücher[25]

Das Segment der Lastenfahrräder erlebt derzeit einen spürbaren Zuwachs. Neben privaten Nutzern testen auch Unternehmen verstärkt den Einsatz von Transportfahrrädern für den Warentransport auf kurzen Strecken.

## Fahrradkultur in den Medien
In den Medien spielt die Fahrradkultur eine zunehmende Rolle. Große Onlineportale wie Spiegel Online und Zeit Online unterhalten eigene Rubriken für Fahrradthemen. Wichtige überregionale Themen wie die Diskussion über die Einführung der Helmpflicht werden in der ARD-Tagesschau behandelt.
Über 100 deutschsprachige Blogger beschäftigen sich hauptsächlich mit Fahrradthemen.
Unter dem Begriff Cycle Chic entsteht eine neue Form der Radverkehrsförderung. Der dänische Blogger Mikael Colville-Andersen hat seinen Blog Copenhagen Cycle Chic zu einer weltweiten Marke ausgebaut. Jede Stadt kann unter ihrem Städtenamen mit dem Zusatz „Cycle Chic“ einen Blog eröffnen. Kennzeichen aller Beiträge ist die Verknüpfung von Mode und Fahrradfahren. Veröffentlicht werden ausnahmslos Fotos von Fahrradfahrern ohne Helm und ohne Funktionskleidung. Durch die Hervorhebung des modernen urbanen Stils, den das Fahrradfahren vermitteln kann, sollen die Leser zum Fahrradfahren animiert werden.
Auszüge aus Medienberichten, die sich mit Fahrradkultur beschäftigen:
- „Ramsauer lobt neue Fahrradkultur“ (Die Welt, 3. Juni 2012)[31]
- „Fahrradkultur: Träumen von Kopenhagen“ (Der Standard, 14. Januar 2013)[32]
- „Der Spaziergang durch die Fahrradblogs zeigt mal wieder, dass Deutschland Entwicklungsland ist, was Fahrradkultur angeht…“ (Rad-Spannerei Blog, 14. Januar 2010)[33]
- „Verkehrsminister Peter Ramsauer sprach kürzlich von ‚kriegsähnlichen Zuständen‘ auf Deutschlands Straßen und einer verrohten Fahrradkultur.“ (Berliner Morgenpost, 19. Juli 2012)[34]

## Messen, Konferenzen und Veranstaltungen
In vielen Städten existieren monatliche, nicht organisierte Fahrradprotestfahrten unter dem Namen Critical Mass. In einigen Städten werden Fahrrad-Sternfahrten, „Radlnächte“ (z. B. die Augsburger Radlnacht), Naked Bike Rides oder andere Großveranstaltungen organisiert, bei denen teilweise Straßen für den restlichen Verkehr gesperrt werden.

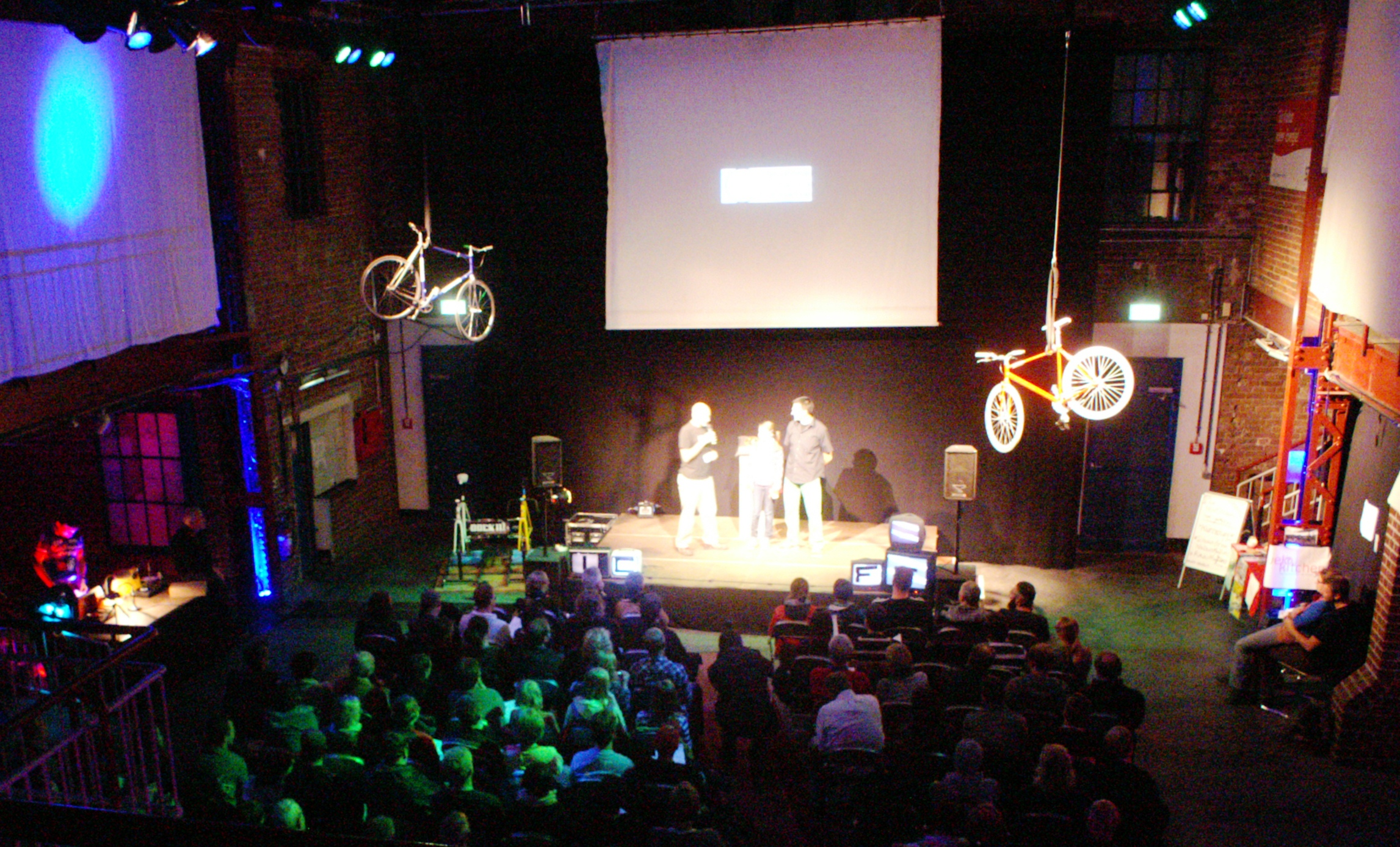
Bühne des 7. Internationalen Festivals des Fahrrad-Films, 2012

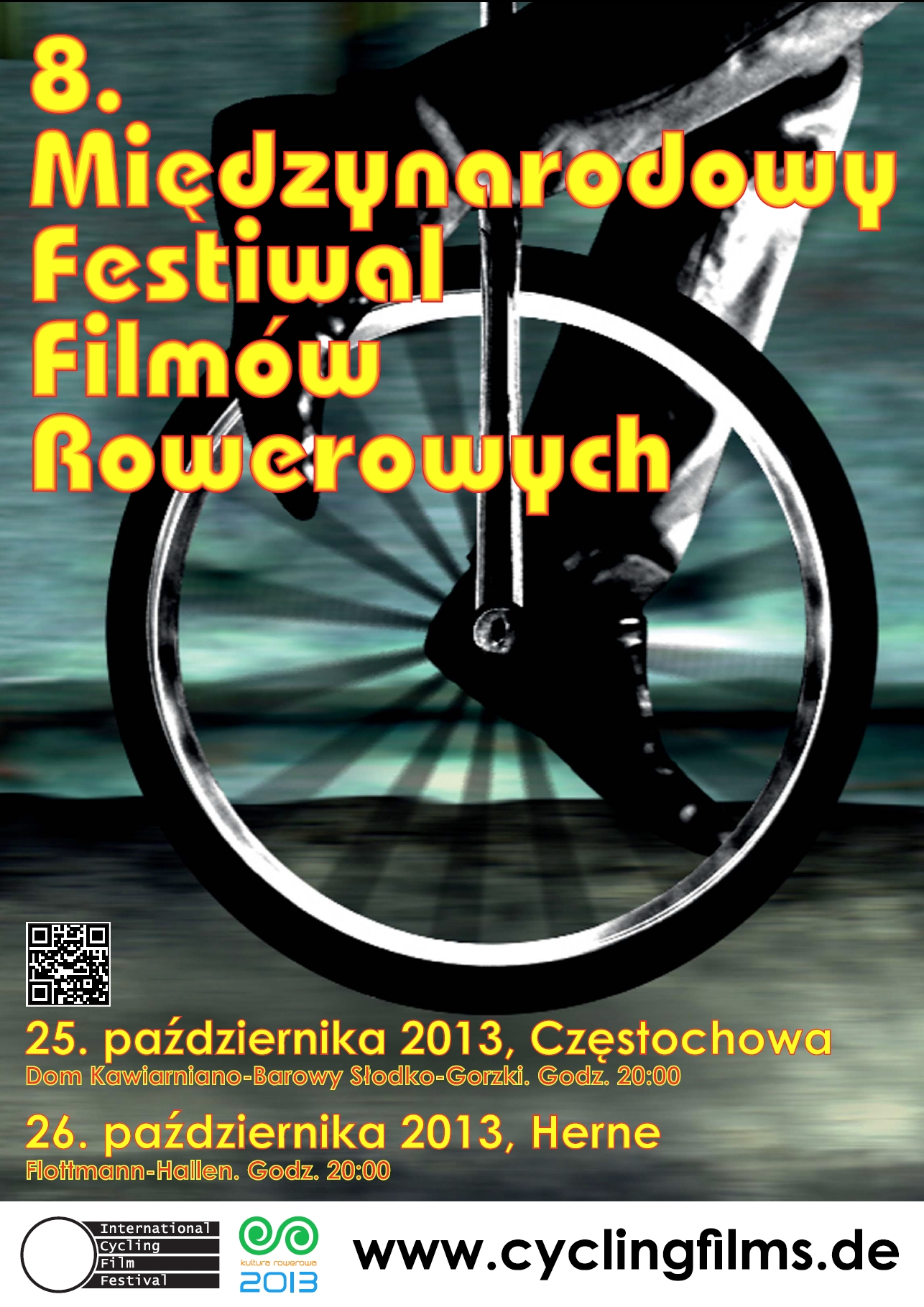
Plakat zum 8. Internationalen Festival des Fahrrad-Films in Częstochowa und Herne

Im deutschsprachigen Raum haben sich in der Vergangenheit verschiedene Filmfestivals zum Thema Fahrrad etabliert. Das älteste ist das International Cycling Film Festival, das sich als Brücke zwischen Filmkunst und Fahrradkultur versteht. Es wurde 2006 in Bochum gegründet und findet inzwischen an verschiedenen Standorten in Polen, den Niederlanden und Deutschland statt. Das Festival vergibt jährlich die Goldene Kurbel als Filmpreis für den besten Fahrradfilm.
In Deutschland gibt es mehrere Messen, die ganz oder teilweise auf das Fahrrad ausgerichtet sind:
- Eurobike in Friedrichshafen[42]
- Radmesse Franken in Fürth[43]
- f.re.e Reise- und Freizeitmesse München (ehemals ISPO Bike)[44]
- Berliner Fahrrad Schau[45]
- VELOBerlin[46]

Die European Cyclists’ Federation ECF veranstaltet seit 1980 „Velo-city“-Konferenzen, mit dem Ziel, das Fahrrad als Teil des täglichen Transports und der Erholung zu fördern. Die Velo-city 2013 in Wien stand unter dem Motto “The Sound of Cycling – Urban Cycling Cultures”. Die drei Hauptthemen waren Fahrradkulturen, Fahrradstädte, sowie Nutzen und Vorteile des Fahrradfahrens.
Seit 2011 findet jährlich an wechselnden Orten das „Cyclocamp“ statt, ein internationales Festival für Fahrrad-Kultur (2011 Linz, 2012 Leipzig, 2013 Rom, 2014 Timișoara, 2015 Notre-Dame-des-Landes).
In Wien findet seit etwa 2006 immer Anfang April das von der Radlobby ARGUS initiierte 2-tägige ARGUS bikefestival vor dem Rathaus statt. Lange war der dirt-jump-Wettbewerb Vienna Air King zentral. 2016 gab es stattdessen die Red Bull fuxjagd, ein Verfolgerrennen mit Fixies auf einer Bahn mit Schikanen und Steilkurven (erstmal 2014 als Red Bull Fix & Foxi). Mit Messeständen in Zelten; Erd-Buckelbahn, Pump-Track, Teststrecke, Flohmarkt.
Das Altstadtkriterium Graz wurde 23 Jahre lang, bis 2007, als Straßenradrennen mit Profis durch kleine Gassen gefahren. Um 2010 wurde spaßeshalber von Bernhard Kober und jungen Leuten in Graz begonnen, ein Geschicklichkeitsrennen im beengten Rundkurs durch eine Altbau-Wohnung zu fahren. Mit Stand April 2015 haben vom Altbaukriterium bereits 50 Ausgaben stattgefunden, durchwegs indoors, auch in Gastlokalen, Büros und Locations in anderen Ländern, um einen Weltcup werten zu können.
Das Bicycle Film Festival findet jährlich in mehreren Städten weltweit statt und war 2010 in Wien.

## Statistik
2012 gab es in Deutschland etwa 71 Millionen Fahrräder. 4 Millionen Fahrräder wurden neu verkauft, davon 380.000 Fahrräder mit elektrischem Hilfsmotor. Insgesamt gibt es ca. 1,3 Millionen E-Bikes.
Der Anteil des Fahrradverkehrs am Gesamtverkehr (Modal Split) lag 2008 in Deutschland bei durchschnittlich 13,4 %.
Als „Fahrradstädte“ gelten Freiburg, Greifswald, Karlsruhe und Münster, die einen Fahrradanteil am Gesamtverkehr von mehr als 30 % haben. Andere Städte befinden sich auf dem Weg dorthin, zum Beispiel die selbsternannte „Radlhauptstadt München“ mit 17 % im Jahr 2011.
Die Deutsche Post AG ist dank der großen Flotte an Zustellfahrrädern der größte Fahrradhalter Deutschlands. Die Fahrradflotte ist damit auch eine der größten in Europa. 2003 waren 25.700 Post-Fahrräder im täglichen Einsatz, davon 4.000 E-Bikes. 2013 waren 18.000 Postfahrräder unterwegs, davon 6000 E-Bikes (bzw. Pedelecs).

## Aspekte in der öffentlichen Diskussion
- Helmpflicht für Fahrradfahrer
- Radwegbenutzungspflicht bzw. deren Abschaffung
- Kampfradler[63], als Bezeichnung für Fahrradfahrer, die Verkehrsregeln nicht beachten
- Gehwegradler

## Politik, Verbände und Vereine
Zuständig für den Fahrradverkehr ist das Bundesverkehrsministerium. Als Dachorganisationen und Interessenvertreter wirken der ADFC (Allgemeiner Deutscher Fahrrad-Club e. V.) mit Landes- und Kreisverbänden, der Verkehrsclub Deutschland e. V. (VCD) sowie der Bund Deutscher Radfahrer. Für die organisierten Fahrradsportler ist Rudolf Scharping (Bund Deutscher Radfahrer) als nationaler Vertreter des Union Cycliste Internationale oberster Schirmherr.
Daneben haben sich lokale Vereine zur Förderung der Fahrradkultur gebildet. Beispiele sind die Bikekitchen München als gemeinnütziger „Verein zur Förderung der Fahrradkultur“ (offiziell: „Förderung umweltfreundlicher Verkehrsarten und -mittel“) und Historische Fahrräder e. V. mit dem Vereinszweck „Förderung und Pflege der Fahrradkultur“. Oder der „Raum für Fahrradkultur“ in Hamburg als gemeinnütziger Verein i. G.
Die Entwicklung der Fahrradsysteme in Deutschland wurde maßgeblich durch nationale Richtlinien, regionale Anpassungsfähigkeit und städtische Initiativen beeinflusst. Insbesondere die Bemühungen, die Fahrradinfrastruktur zu verbessern und das Radfahren in den städtischen Verkehr zu integrieren, stehen dabei im Vordergrund. Der Nationale Radverkehrsplan (NRVP), der 2002 eingeführt und 2020 aktualisiert wurde, unterstreicht dieses Engagement, indem er das Ziel verfolgt, den Anteil des Fahrrads am städtischen Mobilitätsmix deutlich zu erhöhen.

## Fahrradkultur als Gegenkultur
Fahrradfahren kann als radikaler Gegenentwurf zum kapitalistischen System der Umverteilung des Kapitals angesehen werden. Ausgegangen wird dabei von der Überlegung, dass die Benutzung des Fahrrads statt eines PKW zu einer drastischen Reduktion der Lebenshaltungskosten führt und damit zur Reduzierung des eigenen Beitrags am kapitalistischen Geldsystem. Das Fahrradfahren selbst wird dabei als eine kritische Handlung gedeutet.
Der Konsum-Aspekt des Fahrradfahrens wird durch die hohe Anzahl von Produkten deutlich, die für Fahrradfahrer vermarktet werden sowie durch das Sponsoring von Fahrradsportarten wie Radrennfahren, Mountainbiking und BMX. Zur Fahrradkultur als Gegenkultur gehören – als Gegenentwurf zum Konsum – das Recycling von Fahrradkomponenten, Fahrradeigenbauten, Selbsthilfe bei Reparaturen und Verzicht auf Funktionskleidung. Dabei gibt es zahlreiche Parallelen zur Do-it-yourself-Bewegung.
Weitere Aktivitäten sind die Umwidmung von Fahrrädern (z. B. zu Antrieben von Maschinen) und die individuelle (Um-)Gestaltung von Fahrrädern. Dazu kommen selbst erstellte alternative Medien, Protestaktionen wie die Critical Mass, Nachbarschaftsangebote- und initiativen sowie Gemeindeaktivitäten, z. B. in der Flüchtlingsarbeit.

## Fahrradsubkultur
Als Subkultur in Bezug auf Fahrräder gelten Alleycats und Goldsprints (Stationäre Fahrradrennen, bei denen die Fahrräder auf Rollen montiert sind). Sie sind in der Fahrradkurierszene verbreitet. Die Sportart Bikepolo befindet sich in einem Zwischenstadium. Professionelle Strukturen, Vereine und Wettkämpfe entwickeln sich seit ca. 2010, als die erste Deutsche Meisterschaft in Frankfurt ausgetragen wurde.
Weitere Aktivitäten sind das Tallbike Jousting (Lanzenstechen auf dem Fahrrad) und das Indoor Bicycle Racing (Fahrradrennen in Wohnungen, Fabrikhallen, Ladengeschäften).

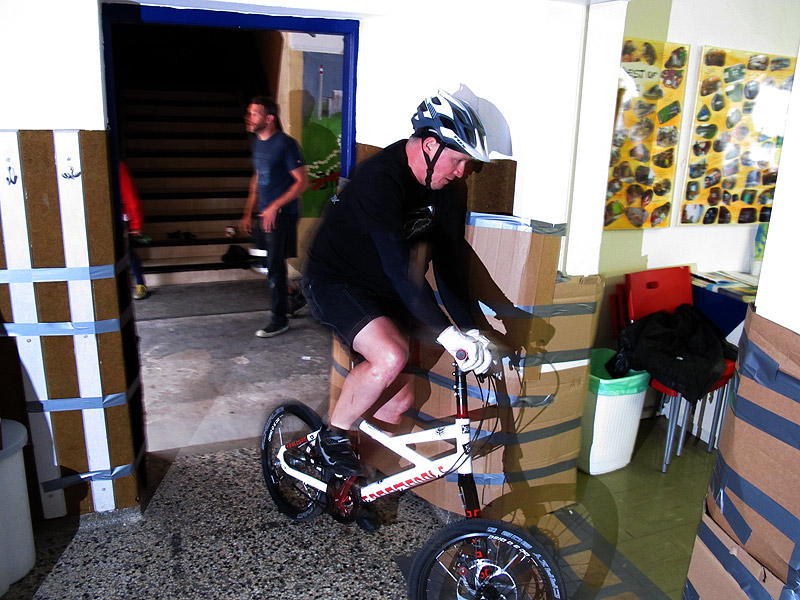
Beim Altbaukriterium in Gleisdorf, einem Fahrradrennen in Altbauwohnungen: Es zählt nicht nur Tempo, Füße und Hände dürfen nicht Boden oder Wand berühren.

Als Subkultur kann auch das Upcycling, das heißt das Herstellen von höherwertigen Gütern aus Fahrrad-(Alt)teilen, angesehen werden. Beispiele sind das Nähen von Täschchen aus alten Fahrradschläuchen, die Herstellung von Schmuck und Accessoires oder der Bau von pedalbetriebenen Maschinen.

## Fahrradkultur in anderen Ländern
In Nordamerika gelten Portland, San Francisco, Toronto, Montreal, Peoria und Minneapolis-Saint Paul als Fahrradstädte.
In Großbritannien ist Bristol für eine lebendige Fahrradkultur-Szene bekannt und gilt als Fahrradhauptstadt.
In Dänemark wird vor allem Kopenhagen als Fahrradmetropole angesehen. In den Niederlanden sind Amsterdam und Groningen die wichtigsten Fahrradstädte, wobei dort das Fahrrad fahren im ganzen Land sehr verbreitet ist und es nahezu immer eine gute Radinfrastruktur gibt. In keinem Industrieland der Welt wird pro Einwohner mehr geradelt als in den Niederlanden.
Indien und China sind bekannt für die hohe Anzahl von Fahrradrikschas und Lastenfahrrädern. Sie gehören in diesen Ländern zur Alltagskultur.

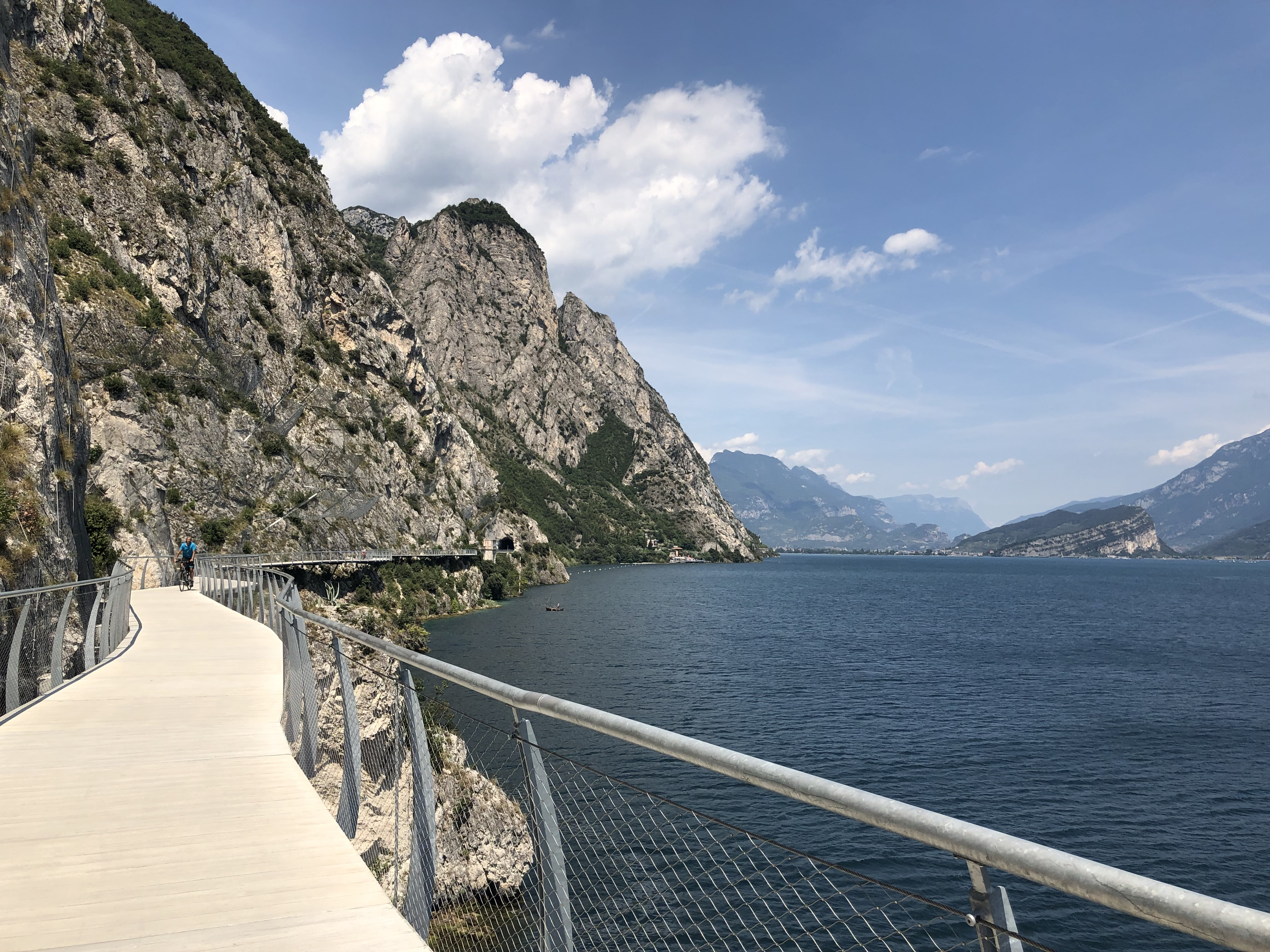
Malerische Ciclopista del Garda entlang des Gardasees bei Limone sul Garda (2019)

Italien war 2012 eines der ersten europäischen Länder, bei denen die Zahl der verkauften Fahrräder die Zahl der verkauften PKW pro Jahr überschritten hat. Inzwischen gilt dieses Verhältnis für fast alle europäischen Länder.
In Ost-Afrika sind vor allem die Bodabodas verbreitet. Diese Fahrräder dienen sowohl dem Transport von mehreren Personen als auch dem Transport von Waren und Lasten aller Art.

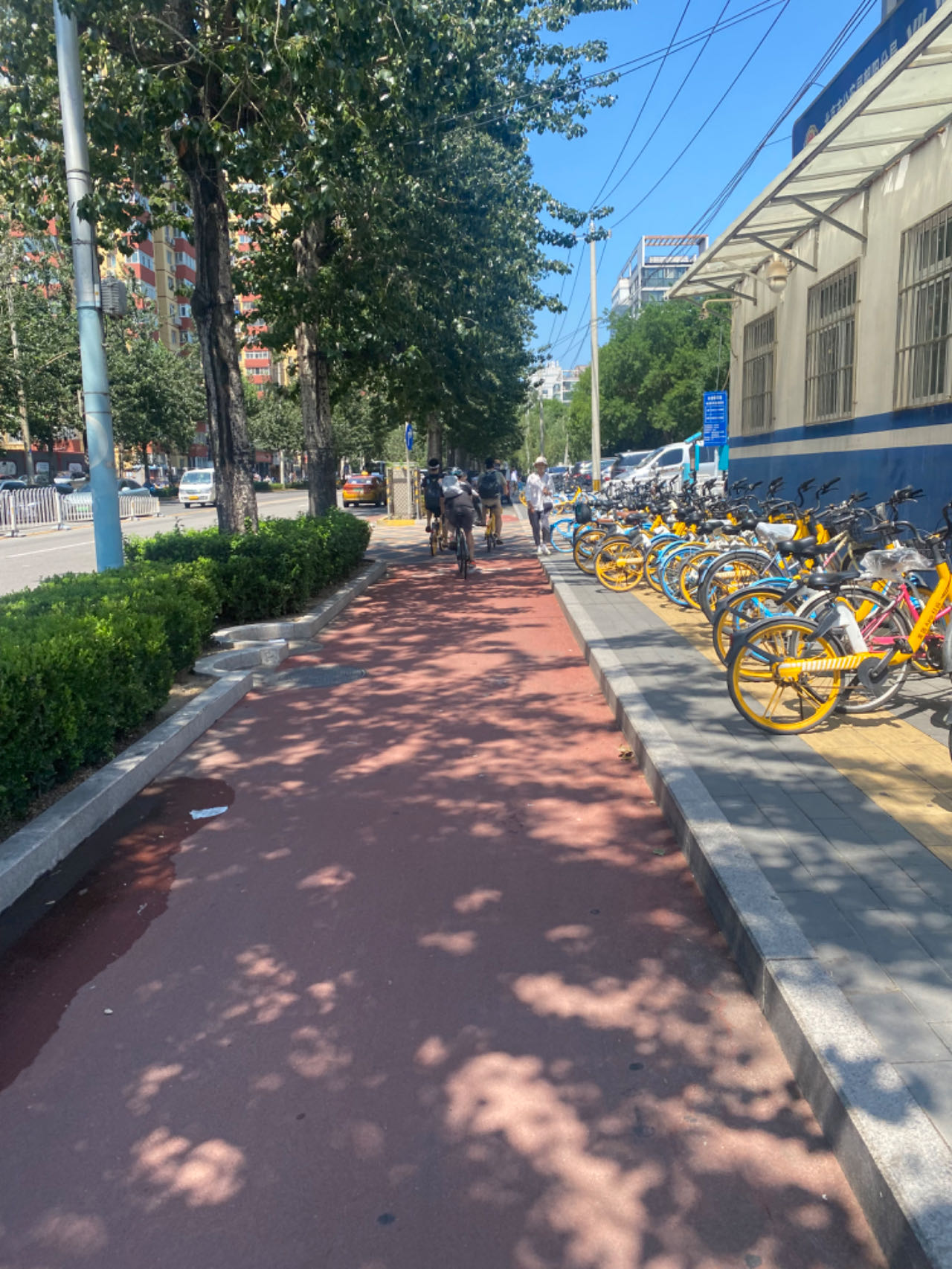
Bike-Sharing in China (2024)

In China sind Fahrradverleihsysteme (Bike Sharing) in Städten sehr verbreitet. Durch ihre geringen Kosten und die Freiheit beim Parken sind Fahrräder aufgrund ihrer Bequemlichkeit zu einem beliebten Verkehrsmittel für die letzte Meile der Reise geworden. Das Aufkommen von Fahrradverleihsystemen in China hat die Entwicklung einer Fahrradkultur ermöglicht. Vor allem in großen, dicht besiedelten Städten hat das Aufkommen von Fahrradverleihern die Bereitschaft der Menschen erhöht, das Fahrrad für kurze Strecken zu nutzen. 

## Kritik
Lars Weisbrod kritisierte das Fahrradfahren in Großstädten 2018 in einem polemischen Artikel im Feuilleton der Zeit als Symbol linker Identitätspolitik bzw. als „Klassenkampf von oben“. Fahrräder und Lastenfahrräder seien Symbole eines gesellschaftlichen Milieus, das er mit dem des Spießers in der alten Bundesrepublik vergleicht. Das Lastenrad vergleicht Weisbrod mit dem SUV.
Kritik an der Darstellung der Fahrradkultur in den Medien richtet sich gegen die stereotype, einseitige Darstellung der Fahrradfahrer. Dabei werde ein spezieller Typus in den Vordergrund gerückt bzw. die Fahrradkultur darauf reduziert. Dessen Merkmale sind:
- Sehr wahrnehmbar.
- Das Fahrrad ist das Haupttransportmittel.
- Aus der Mittelschicht.
- Kein Migrationshintergrund.
- Die Nutzung des Fahrrads wird als politisch betrachtet.
- Das Fahrrad wird nicht aus finanzieller Not als Transportmittel gewählt.
- Der Autoverzicht ist ein umweltpolitischer Akt.
- Genaue Kenntnis der Rechte von Fahrradfahrern und Durchsetzung gegenüber dem motorisierten Verkehr.
- Erwartung an Städteplaner, bei Um- und Neubauten die Fahrradinfrastruktur zu berücksichtigen.
- Zusammenschluss mit anderen „wahrnehmbaren“ Fahrradfahrern und Teilhabe an gemeinschaftlichen Aktivitäten wie Critical Mass oder Alleycats.
- Kauf und Tragen von spezieller Kleidung für Fahrradfahrer sowie von speziellen Taschen und Rucksäcken.
- Mehr als ein Fahrrad im Besitz, Verwendung abhängig von Einsatzzweck und Wetterbedingungen.
- Großer Stolz auf das Fahrradfahren, hohe Überzeugungsabsichten auf andere Personen.
- Unverständnis über Ausreden von Autofahrern und Staus.[81]

Die Kritik richtet sich gegen diese Einseitigkeit, die als rassistische Tendenz, Klassismus und Ausgrenzung eingeordnet wird. Verteidiger der Fahrradkultur wenden ein, sie beschränke sich nicht auf diesen Typus. Ihm gegenüber stehe der „unsichtbare“ Fahrradfahrer. Er kennzeichnet sich durch unauffällige Kleidung und eine unterdurchschnittliche, teilweise mangelhafte technische (Fahrrad-)Ausstattung. Die Benutzung des Fahrrads statt eines PKW oder öffentlicher Verkehrsmittel hat für ihn hauptsächlich finanzielle Gründe.